# Premier Reserve League
La Premier Reserve League (oficialmente denominada Barclays Premier Reserve League por motivos de patrocinio) fue la máxima competición de reservas de fútbol en Inglaterra. En ella participaron los filiales de los equipos que participan en la Premier League. Por ello si un equipo desciende de la Premier League, su filial también lo hace de la Premier Reserve League, con independencia de su posición en la liga. Estuvo dividida en dos grupos: Norte y Sur.

La primera temporada se disputó en 1999, remplazando a la Central League y la Football Combination, como máxima competición de filiales.
El sistema de competición consistió en que en cada uno de los grupos los equipos se enfrentan todos contra todos en dos ocasiones, una en campo propio y otra en campo contrario. Desde la temporada 2004/05 los campeones de cada uno de los grupos se enfrentaron en una final a partido único para decidir el campeón de la liga.

En la temporada 2010/11 el grupo Norte estuvo dividido en los grupos A y B, por lo que los campeones de estos dos grupos se enfrentaron a partido único para decidir el campeón del grupo Norte, que a su vez se enfrentó al del Sur para decidir al campeón de liga.
Tottenham Hotspur decidió no formar parte de la Premier Reserve League 2009/10 y otros equipos hicieron lo mismo en las siguientes dos temporadas. La última temporada fue la temporada 2011/12. Al final de esa temporada, la liga fue sustituida por una competición sub-21, llamada Professional Development League.

## Campeones
| Temporada | Campeones del Norte        | Campeones del Sur          | Final de playoffs ganadores |
| --------- | -------------------------- | -------------------------- | --------------------------- |
| 1999–00   | Liverpool Reserves         | Derby County Reserves      | –                           |
| 2000–01   | Everton Reserves           | Derby County Reserves      | –                           |
| 2001–02   | Manchester United Reserves | Ipswich Town Reserves      | –                           |
| 2002–03   | Sunderland Reserves        | Watford Reserves           | –                           |
| 2003–04   | Aston Villa Reserves       | Charlton Athletic Reserves | –                           |
| 2004–05   | Manchester United Reserves | Charlton Athletic Reserves | Manchester United Reserves  |
| 2005–06   | Manchester United Reserves | Tottenham Hotspur Reserves | Manchester United Reserves  |
| 2006–07   | Bolton Wanderers Reserves  | Reading Reserves           | Reading Reserves            |
| 2007–08   | Liverpool Reserves         | Aston Villa Reserves       | Liverpool Reserves          |
| 2008–09   | Sunderland Reserves        | Aston Villa Reserves       | Aston Villa Reserves        |
| 2009–10   | Manchester United Reserves | Aston Villa Reserves       | Manchester United Reserves  |
| 2010–11   | Blackburn Rovers Reserves  | Chelsea Reserves           | Chelsea Reserves            |
| 2011–12   | Manchester United Reserves | Aston Villa Reserves       | Manchester United Reserves  |

Desde 2004 hasta 2005, la Liga celebró su primer play-off entre los campeones de las dos secciones. Los Campeones del Norte Manchester United Reserves vencieron a los Campeones del Sur Charlton Athletic Reserves 4–2 en The Valley . En la eliminatoria de 2005-06, que tuvo lugar en Old Trafford , las reservas del Manchester United vencieron a las reservas de Tottenham Hotspur por 2-0. La final de 2007, que tuvo lugar en el estadio Madejski , Reading venció a Bolton por 2-0. Liverpool Reserves venció a Aston Villa Reserves 3-0 en la final de 2008 en Anfield . Aston Villa llegó a la final la próxima temporada y venció al Sunderland 3–1 en Villa Park . En el partido de play-off 2009-10, celebrado de nuevo en Old TraffordEl Manchester United venció a Aston Villa 3-2 en un tiroteo de penalización luego de que el juego terminó 3-3. En el partido de playoffs 2010-11 , Chelsea derrotó a Blackburn 5–4 en un tiroteo de penales, luego de que el juego terminara 1–1 en Stamford Bridge . En el final de la temporada 2011–12 celebrado en Old Trafford , el Manchester United Reserves venció a Aston Villa Reserves 3–1 en penales después de que el juego terminara 0–0 en tiempo normal.

### Tabla acumulativa de campeones
| Equipo                     | Títulos regionales | Títulos nacionales |
| -------------------------- | ------------------ | ------------------ |
| Manchester United Reserves | 5                  | 4                  |
| Aston Villa Reserves       | 5                  | 1                  |
| Liverpool Reserves         | 2                  | 1                  |
| Chelsea Reserves           | 1                  | 1                  |
| Reading Reserves           | 1                  | 1                  |
| Sunderland Reserves        | 2                  | 0                  |
| Derby County Reserves      | 2                  | 0                  |
| Charlton Athletic Reserves | 2                  | 0                  |
| Blackburn Rovers Reserves  | 1                  | 0                  |
| Tottenham Hotspur Reserves | 1                  | 0                  |
| Bolton Wanderers Reserves  | 1                  | 0                  |
| Everton Reserves           | 1                  | 0                  |
| Ipswich Town Reserves      | 1                  | 0                  |
| Watford Reserves           | 1                  | 0                  |